# Flic et Rebelle
Pour les articles homonymes, voir Renegades.
Pour plus de détails, voir Fiche technique et Distribution.
Flic et Rebelle (Renegades, Québec : Les Renégats) est un film américain réalisé par Jack Sholder, sorti en 1989.
Tourné à Toronto, en Ontario et à Philadelphie, en Pennsylvanie, le film a pour principaux interprètes Kiefer Sutherland, Lou Diamond Phillips et Rob Knepper.

## Synopsis
Œuvrant dans la clandestinité, et connu pour ses méthodes peu conventionnelles, le policier Buster McHenry infiltre une bande de malfaiteurs, en s'associant à eux lors d'un vol de bijoux. Malheureusement le vol échoue, mais le gang réussit tout de même à subtiliser une arme de collection rarissime dans une exposition d'objets des Indiens d'Amérique, à proximité du lieu du larcin manqué. Délaissé par le gang et maintenant pourchassé par la police de Philadelphie, McHenry s'associe à contrecœur avec un Indien envoyé en ville pour retrouver l'arme, une lance sacrée. La piste sinueuse qu'ils suivent les amène à participer à une poursuite endiablée en voiture, à une fusillade sur les toits et à une course folle dans le métro. L'action conduit à une fin explosive.

## Fiche technique
- Titre original : Renegades
- Titre québécois : Les Renégats
- Réalisation : Jack Sholder
- Scénario : David Rich
- Société de production :  Morgan Creek Entertainment, Interscope Communications
- Société de distribution :  Universal Film Manufacturing Company
- Année de production : 1988
- Genre : Film dramatique, Film policier, Film d'action, Thriller
- Durée : 106 min.
- Date de sortie : 
  - États-Unis : 2 juin 1989

## Distribution
- Kiefer Sutherland (VF : Bernard-Pierre Donnadieu) : Buster McHenry
- Lou Diamond Phillips (VF : Lionel Tua) : Hank Storm
- Jami Gertz (VF : Marie-Christine Darah) : Barbara
- Robert Knepper (VF : Eric Legrand) : Marino
- Bill Smitrovich (VF : Jacques Richard) : Finch
- Clark Johnson (VF : Pierre Saintons) : JJ
- Peter MacNeill (VF : Michel Le Royer) : Denny Ransom
- Paul Butler (VF : Med Hondo) : Capitaine Blalock
- Floyd Westerman (VF : Georges Atlas) : Red Crow
- Joseph Griffin (VF : Michel Vigné) : Matt
- John Di Benedetto : Corso
- Kyra Harper : Nema
- Joseph Hieu : Chef du gang
- Robert LaSardo (VF : Daniel Russo) : Le dealer

## À noter
- Une bonne partie de la distribution est canadienne (Kiefer Sutherland, Peter MacNeill, Joseph Griffin, Paul Butler, Jack Blum, Justin Louis, Kay Tremblay, Jacqueline Samuda, Gene Mack, Gary Farmer, Réal Andrews, Matt Birman et Mack Dolgy).
- Le film a été filmé en partie à Toronto.
- La trame sonore du film comprend la chanson Only The Strong Survive par Bryan Adams.